# Actinostrobus arenarius
Actinostrobus arenarius — вид хвойних рослин родини кипарисових.

## Поширення, екологія
Ареал: Австралія (Західна Австралія). Росте на висотах від 50 до 300 м над рівнем моря. чагарник або невелике дерево, часто співдомінує або домінує над низкою інших чагарникових родів, таких як Banksia, Acacia і різних членів родини Proteaceae.

## Морфологія
Кущ або невелике дерево до 5 м заввишки. Гілки розлогі. На молодих рослинах листки сірувато-зелені. На дорослих рослинах листки, яйцюваті, гострі, лускоподібні сіро-зелені, до 12 мм. Чоловічі шишки циліндричні, довжиною 3–5 мм, 1,5–2 мм в діаметрі. Жіночі шишки кулясто-конічні, гострі, довжиною 15–20 мм, 15–20 мм в діаметрі, сіруваті в молодому віці; лусок 6. Насіння рудувато- або жовтувато-коричневе, 6–11 мм довжиною, з 2–3 крилами 1–2 мм. Сім'ядолі 2, рідко 3, синьо-зелені, 9–14 мм довжиною 1,5–2 мм шириною.

## Використання
Може бути посаджений локально як декоративний.

## Загрози та охорона
Цей вид зазнав деякого зниження чисельності в минулому, особливо в південних частинах ареалу, через сільське господарство і скотарство. Наразі ніяких конкретних загроз виявлено не було, і вид ще відносно поширений. Великі субпопуляції зберігаються в національних парках, таких як Національний Парк Кальбарі.